# Óc chó đen
Juglans nigra là một loài thực vật có hoa trong họ Juglandaceae. Loài này được Carl von Linné mô tả khoa học đầu tiên năm 1753.

## Hình ảnh

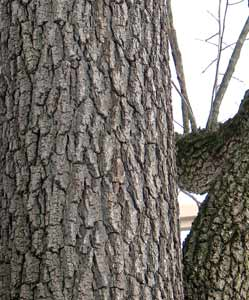
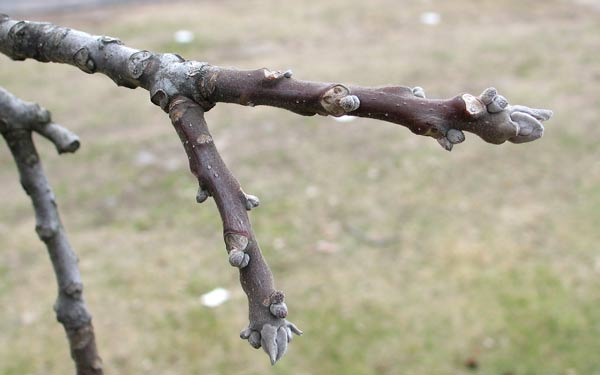
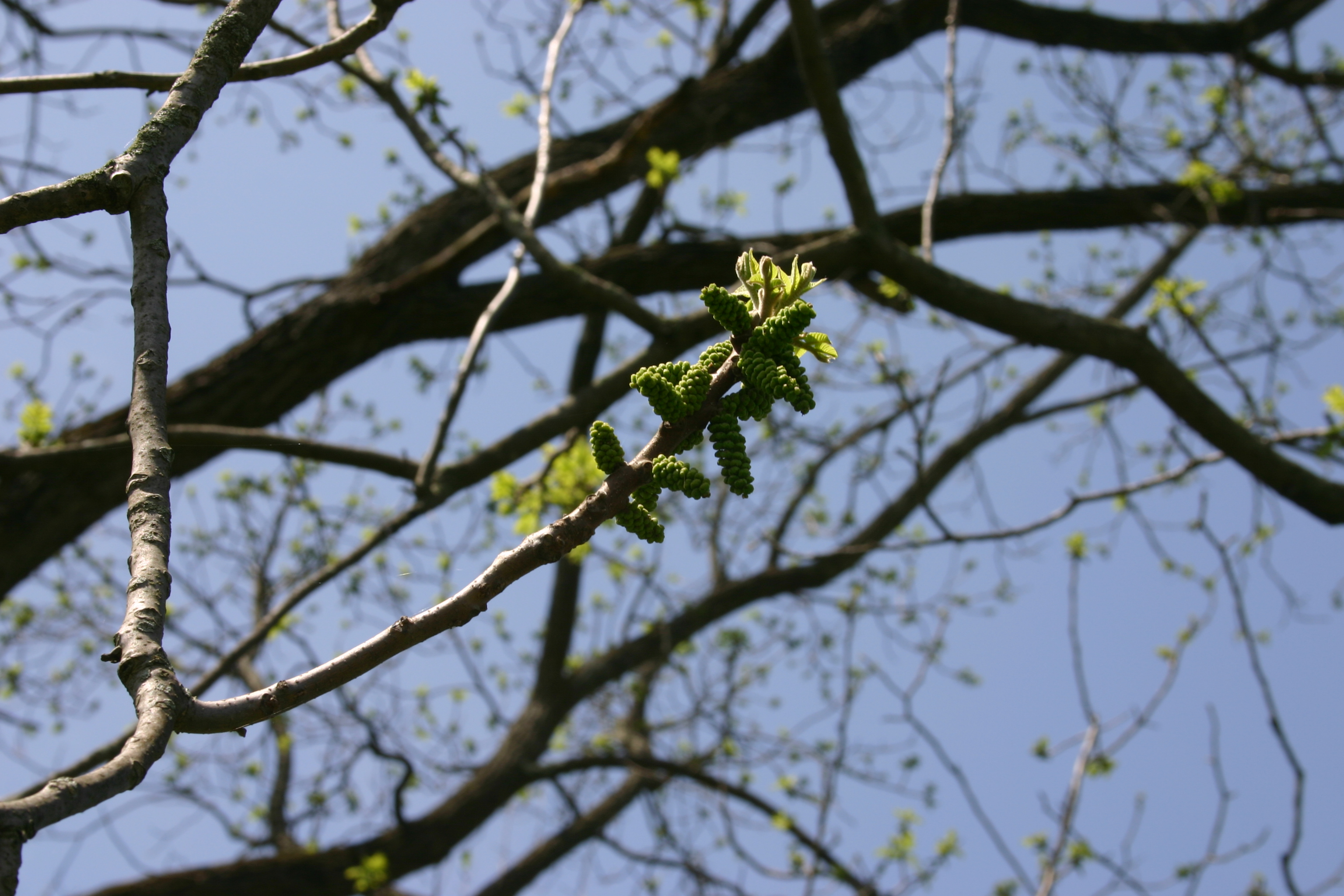
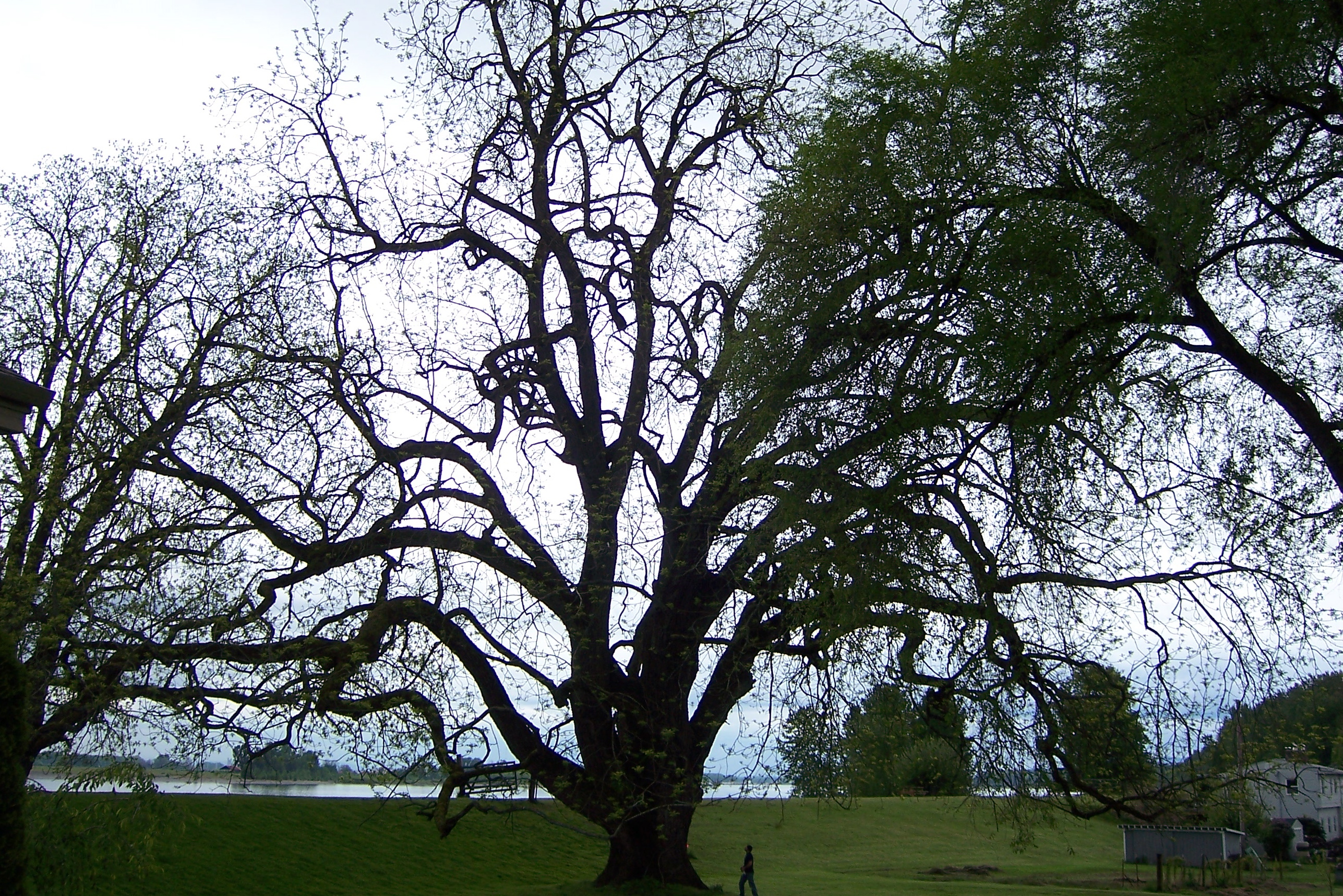
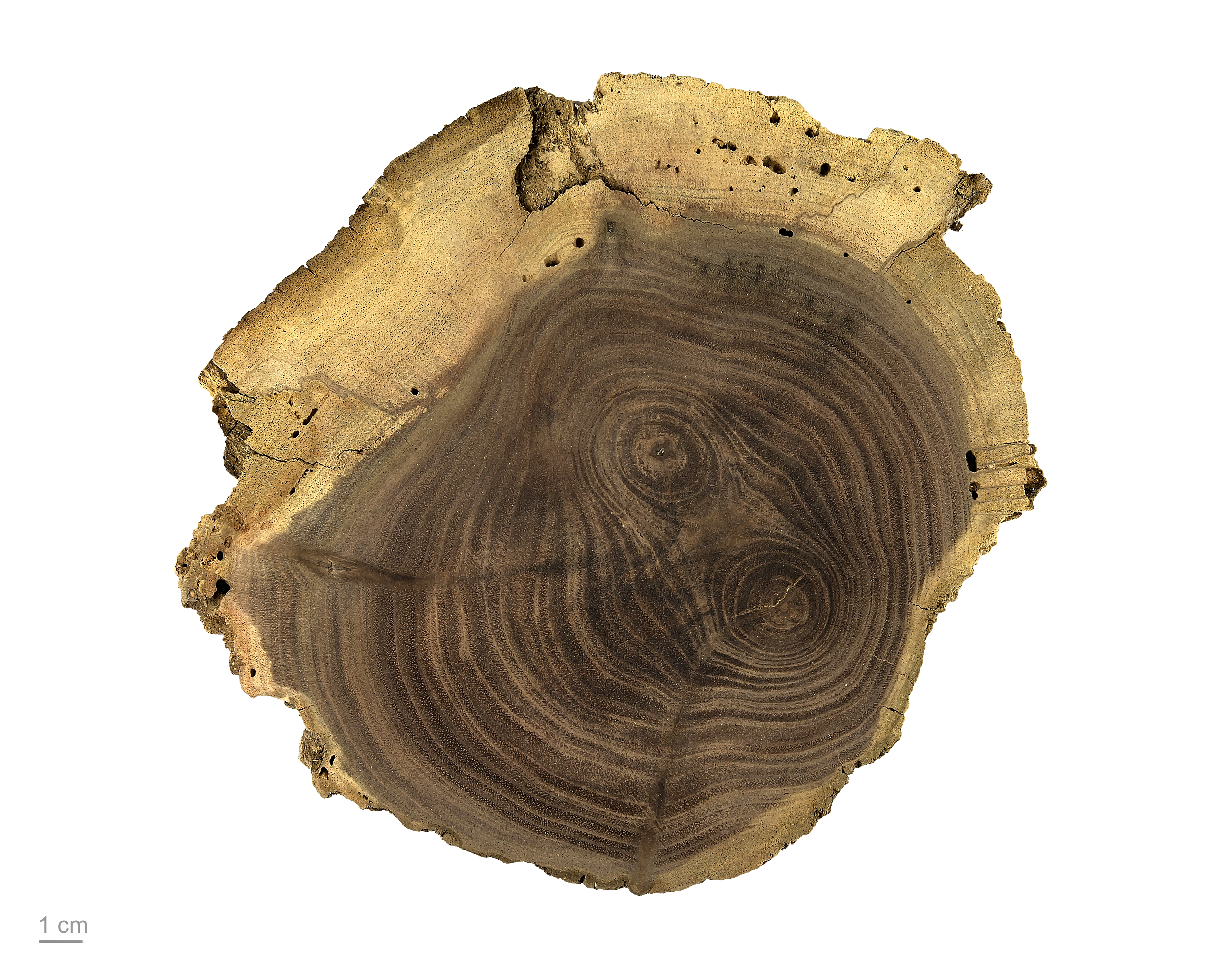
Juglans nigra - Museum specimen
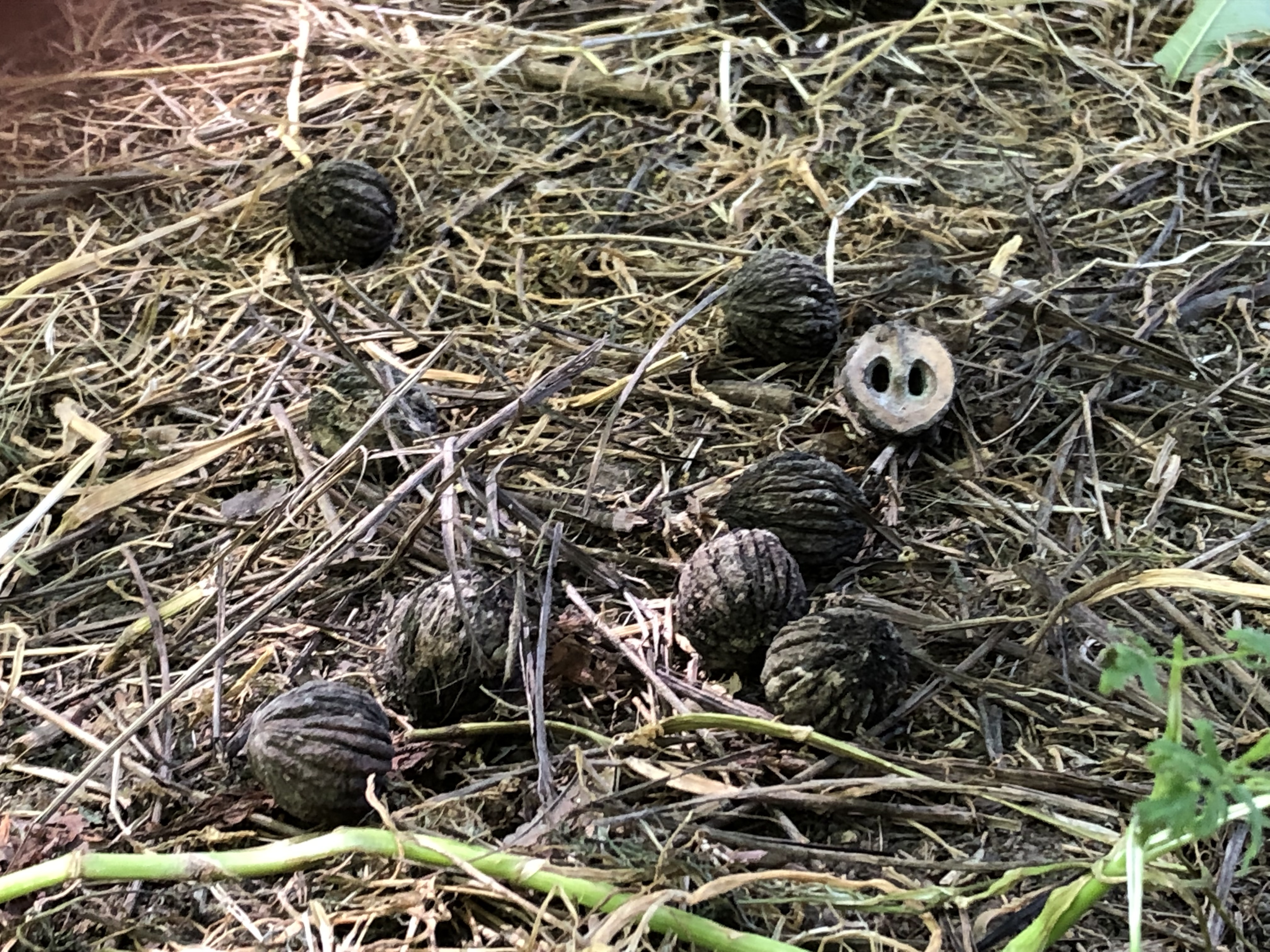